# Internet Samuela
Internet Samuela (est. Saamueli Internet) – estoński krótkometrażowy film animowany z 2000 roku w reżyserii Riho Unt.

## Fabuła
Estoński chłop Samuel i jego udomowiona świnia zostają wciągnięci do Internetu. Tam spotykają postacie z popularnych gier wraz z erotyczną tancerką na czele.

## Nagrody
- 2000: Nagroda w konkursie Film Bałtycki - Nagroda Telewizyjna - Najlepszy Film Animowany na Międzynarodowym Festiwalu Filmowym w Rydze (Łotwa)
- 2000: Doroczna nagroda Estońskiego Funduszu Kultury za Sztukę Audiowizualną (Estonia), Riho Unt
- 2001: Nagroda w kategorii najlepszy serial animowany na Międzynarodowym Festiwalu Filmów Animowanych KROK (Ukraina)